# Schwabach
Schwabach je německé město, které leží asi 12 km jižně od Norimberku v severním Bavorsku. Ve městě žije přibližně 41 tisíc obyvatel.

## Geografie
Schwabach leží v Středofrancké pánvi a poblíž města protéká řeka Rednitz.

## Historie
První důkazy o osídlení míst, kde se město nachází, pocházejí z doby 7.–5. století př. n. l., ale pojmenování Schwabach pro toto osídlení bylo poprvé užito až v 7. století n. l. Tento název vlastně znamená „Švábský potok“. Ve 14. století bylo město obehnáno hradbami, v roce 1469 zde byl postaven kostel a roku 1538 i radnice. Počátkem 16. století zde bylo vytvořeno gotické písmo – švabach (německy schwabacher), které se v Německu používalo až do 20. století. V roce 1849 zde bylo postaveno nádraží. Za 2. světové války bylo město bombardováno. Mezi roky 1945 a 1992 ve městě a v jeho okolí pobývaly americké jednotky, které zde založily vojenskou základnu. Po pádu železné opony však byly tyto jednotky staženy.

## Fotogalerie

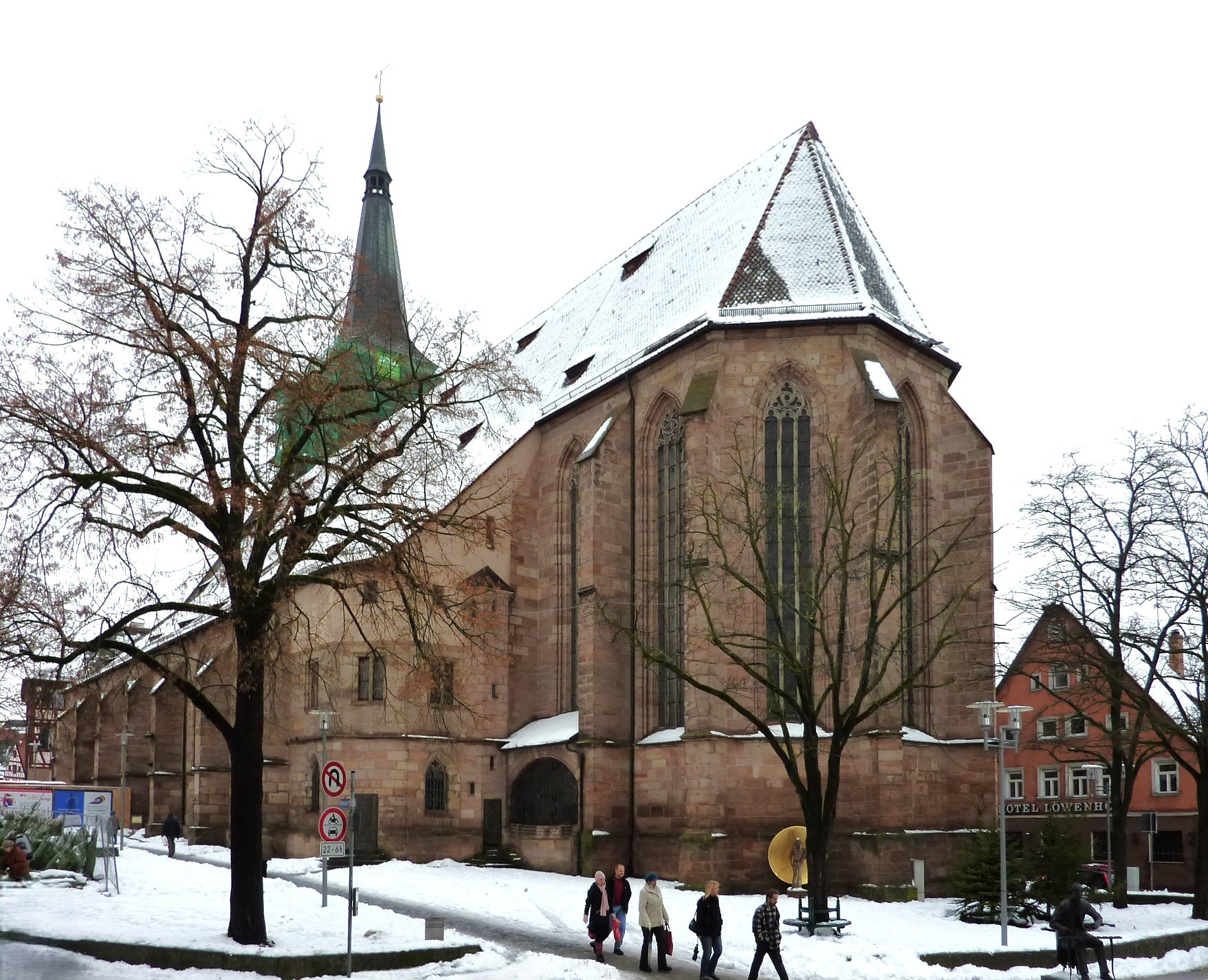
Městský kostel sv. Jana a Martina
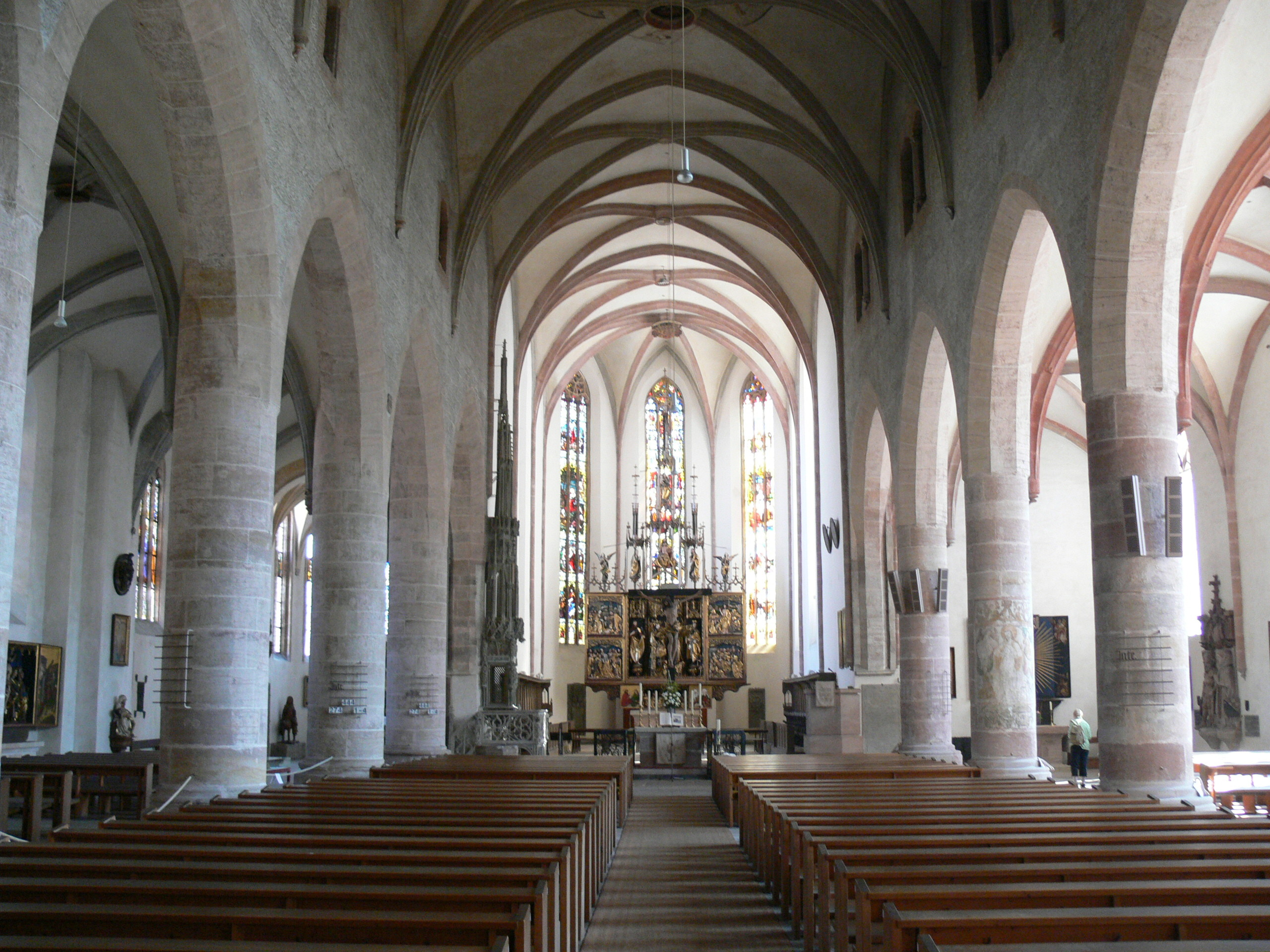
Městský kostel, interiér
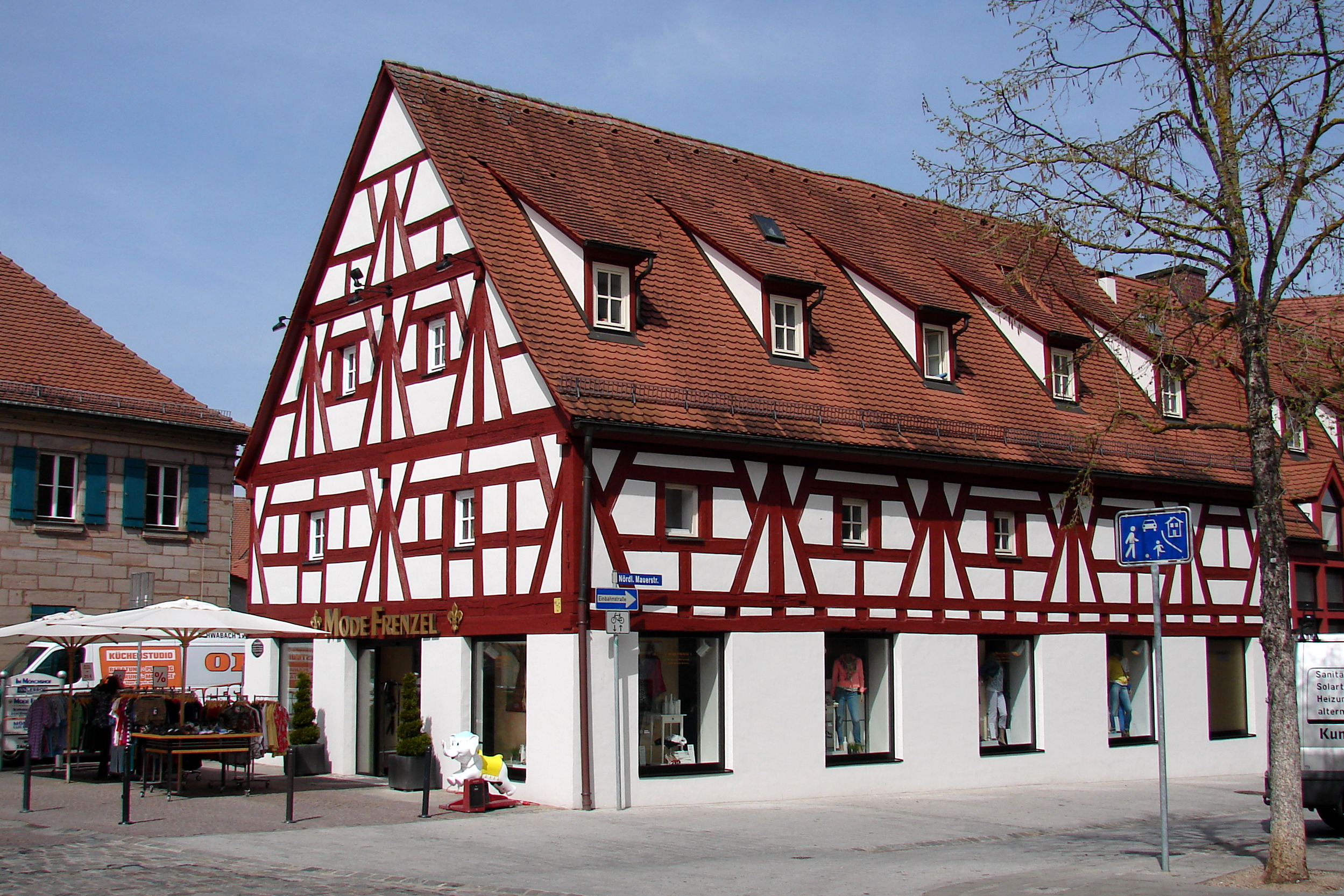
Hrázděný dům Ludwigstrasse 5
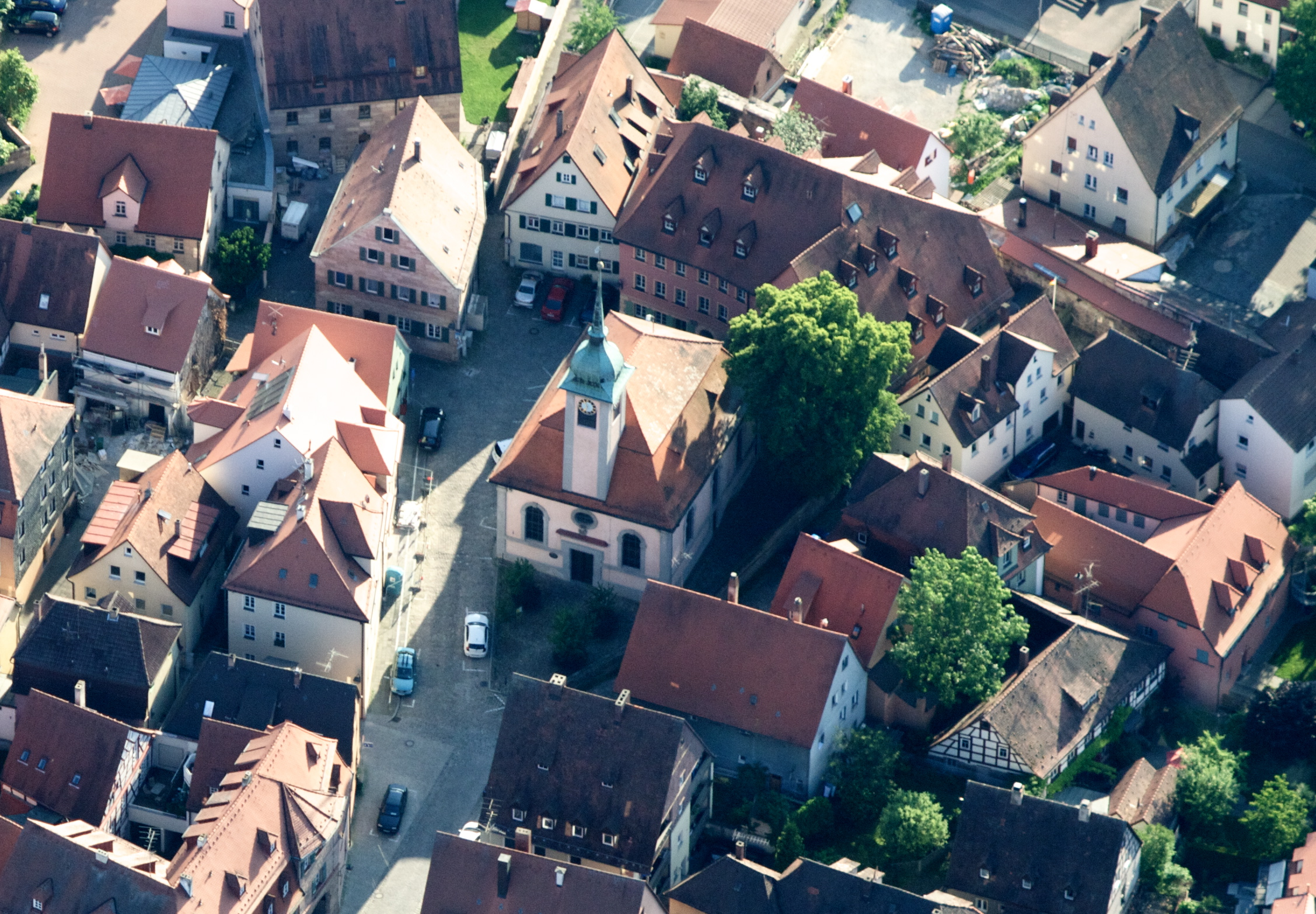
Francouzský kostel

## Partnerská města
- Les Sables-d'Olonne, Francie
- Kalambaka, Řecko
- Kemer, Turecko